# نوسلوخ
نوسلوخ (به آلمانی: Nußloch) یک شهر در آلمان است که در راین-نکار-کرایس واقع شده‌است. نوسلوخ ۱۰٬۷۳۶ نفر جمعیت دارد.

## خواهرخوانده
شهرهای ناجاتد، اندرناس-ل-بنز و Segorbe خواهرخوانده‌های نوسلوخ هستند.